# Тревогин, Иван Иванович
Иван Иванович Тревогин (при рождении Тревога, 29 июля [9 августа] 1761, село Гороховатка Изюмской провинции, Слобожанщина, Российская империя — 1 [12] марта 1790, Пермь) — русский авантюрист и писатель-утопист, издатель журнала «Парнасские ведомости». Наиболее известен тем, что в 1783 году, находясь в Париже, выдавал себя за наследника престола вымышленного Голкондского царства.

## Биография

### Ранние годы
Иван Тревога был старшим сыном сельского иконописца, уроженца города Луцка. Отец с семейством обосновался в городке Изюме на Харьковщине, но часто оставлял дом, переезжая с подмастерьями из церкви в церковь. Подрядившись расписывать Змиевский Николаевский монастырь, художник «вдался очень в худую страсть, в которую обыкновенно все славные художники вдаются, то есть в пьянство». В 1770 году Тревога-старший утонул в реке Донец. Его молодая вдова, Александра, оставшись с тремя сыновьями на руках, обратилась за помощью к слободскому губернатору Е. А. Щербинину. Тот распорядился принять братьев-сирот в воспитательный дом при Харьковском народном училище. С января 1774 года Иван находился «по бедности его на казённом иждивении». Он с самого начала прекрасно успевал по всем предметам, ему благоволил директор училища Горлинский, и сам Щербинин слышал об успехах мальчика. Но в начале 1781 года из-за конфликта с новым директором — бывшим офицером Колбеком — юноша был вынужден покинуть Харьков.
В Воронеже генерал-губернатор обещал устроить Тревогу на службу в свою канцелярию, однако вакансии не оказалось; безуспешной была и попытка устроиться преподавателем в семинарию. Городской архитектор Н. Н. Невский пригласил Ивана в воспитатели к своим детям, но поселил на псарне, где приходилось спать на соломе, укрываясь тулупом. Через некоторое время Тревога поступил домашним учителем к богатому воронежскому купцу, зажив, по собственным словам, «в совершенно спокойном доме и в удовольствии». Здесь он много читал и «упражнялся в науках», перевёл с французского книгу «Погребальный обряд сиамцев». Мечты и сочинения Ивана Тревоги разожгли в нём «великую охоту к путешествию». 4 февраля 1782 года молодой учитель, изменив на русский манер свою фамилию, приехал в Санкт-Петербург.

### В Петербурге
Тревогин пытался поступить на службу в придворную конюшенную команду. Обер-шталмейстер Л. А. Нарышкин «сперва обещал, а наконец сказал, что места нет». После этого юноша просился в Сенатскую типографию, ибо был «довольно обучен российскому правописанию», но обер-секретарь А. Я. Поленов, проэкзаменовав Тревогина, отказал. Протекция была получена лишь от директора Академии наук С. Г. Домашнева, распорядившегося определить соискателя в штат Академии. Три месяца Тревогин служил корректором в академической типографии, занимался журналистикой. Получив в мае 1782 года от петербургского обер-полицмейстера П. В. Лопухина разрешение издавать журнал «Парнасские ведомости», он дал объявление в «Прибавлениях к Санкт-Петербургским ведомостям»:

«Для удовольствия почтенной публики предпринято намерение И. Т. издавать в свет сочинение под заглавием Парнасских Ведомостей, где будет трактовано о астрономии, химии, механике, музыке, экономии и о прочих других учёностях, а в прибавлении будут помещены критические, любовные, забавные и красноречивые сочинения, в стихах и в прозе».

Далее сообщались условия подписки на журнал. Напечатан был только один номер тиражом в 1000 экземпляров. О следующем номере журнала известно лишь, что «весь нумер составлен из небольших анекдотических статеек». В память о недолгой редакторской работе Тревогин указал в своей визитной карточке:

«Могилёвских и харьковских новоприбавочных классов французских диалектов адъюнкт и сочинитель Парнасских Ведомостей».

### Бегство из России и скитания по Европе
В связи с изданием журнала молодой человек вошёл в большие долги (в частности, 295 рублей содержателю типографии). «В таковом своём отчаяньи, — вспоминал Тревогин, — не надеясь более ни найти себе прибежища ни в какой государственной службе, ни у кого покровительства, отлучался по два или три дни и бродил, как лишённый разума человек, по околичностям Петербурга». У него появился план «оставить вечно своё состояние и, сделавшись простым мужиком, идти искать уже не разумом своим счастия, но потовыми работами, которые крестьянину приличны». Вскоре Тревогин приступил к исполнению задуманного: «На рассвете пошёл на рынок и, купя беднейшую одежду, надел ея и в ней пошёл по выборгской дороге…» Здесь беглеца окликнули знакомые, но он, «будто не слыша того, продолжал свой путь, а те, думая, что они обознались, поехали путём своим». Тревогин принял решение покинуть пределы империи. «В России столько раз был во всём несчастен, что, не думая уже найти более в ней счастие, поехал оного искать в других землях», — писал он позднее, отвечая на вопрос следственной комиссии. Добравшись до Ораниенбаума, Тревогин переправился на шлюпке в Кронштадт, договорился там со шкипером голландского корабля «Кастор» и 16 августа 1782 года нелегально отправился в Голландию. В октябре, после неудачной попытки поступить в Лейденский университет, юноша приехал в Роттердам и нанялся на голландское каперское судно «Кемпан» под вымышленным именем Роланда Инфортьюне (Несчастного). Своим проворством и сообразительностью он приглянулся боцману и вскоре был назначен на унтер-офицерскую должность. Но морская служба оказалась тяжелее, чем предполагал Тревогин. Попытавшись в феврале 1783 года бежать с корабля на шлюпке, он был подвергнут телесному наказанию, но всё же списан на берег. Тревогин решил отправиться во Францию, назвавшись Франсуа Лафудром, матросом «Кемпана».
В Париже Тревогин, убедившись, что «ещё в беднейшем состоянии находится, нежели в каком он был в России», обратился в российское посольство. Секретарю посольства он рассказал, что родился в Малороссии, был захвачен в степи черкесами, продан в рабство туркам, бежал, добрался до Голландии и там завербовался в матросы под французским именем, теперь же умоляет вернуть его в Россию. Посланник, князь И. С. Барятинский, которому передали историю Тревогина, распорядился поселить его в пансионе и выделил немного денег. Барятинский писал в Петербург:

«Тревогин… имеет несколько знаний и оказывает любопытство к большему приобретению оных».

Париж для Тревогина — прежде всего центр науки, просвещения; по сообщению Барятинского, молодой человек посетил парижские музеи и «хочет выучить все библиотеки королевства». Французы же характеризовали его как обладателя «редко встречающегося твёрдого духа», «великого просвещения умного человека, с которым можно о многом говорить».
Неизбывная бедность заставляла Ивана искать счастья весьма распространённым в то время способом — самозванчеством. «Наконец и вздумал, сделав себе платье и неизвестные знаки, каковы приличны знатным отличающимся людям, да под именем какого-нибудь князя или другого ехать куда-нибудь и принять службу», — объяснял он впоследствии. Барятинский подозревал, что Тревогин многое скрывает, и хотел поскорее отправить его на родину. Тогда, как писал известный советский историк Н. Я. Эйдельман, «отчаянный молодец решается: он сочиняет себе новую биографию, да какую! На карте мира отыскивается огромный и почти никому в ту пору не известный остров Борнео; на нём воображение, обогащённое чтением и мечтанием, легко создаёт могучее Борнейское или Голкондское царство».

### Мистификация

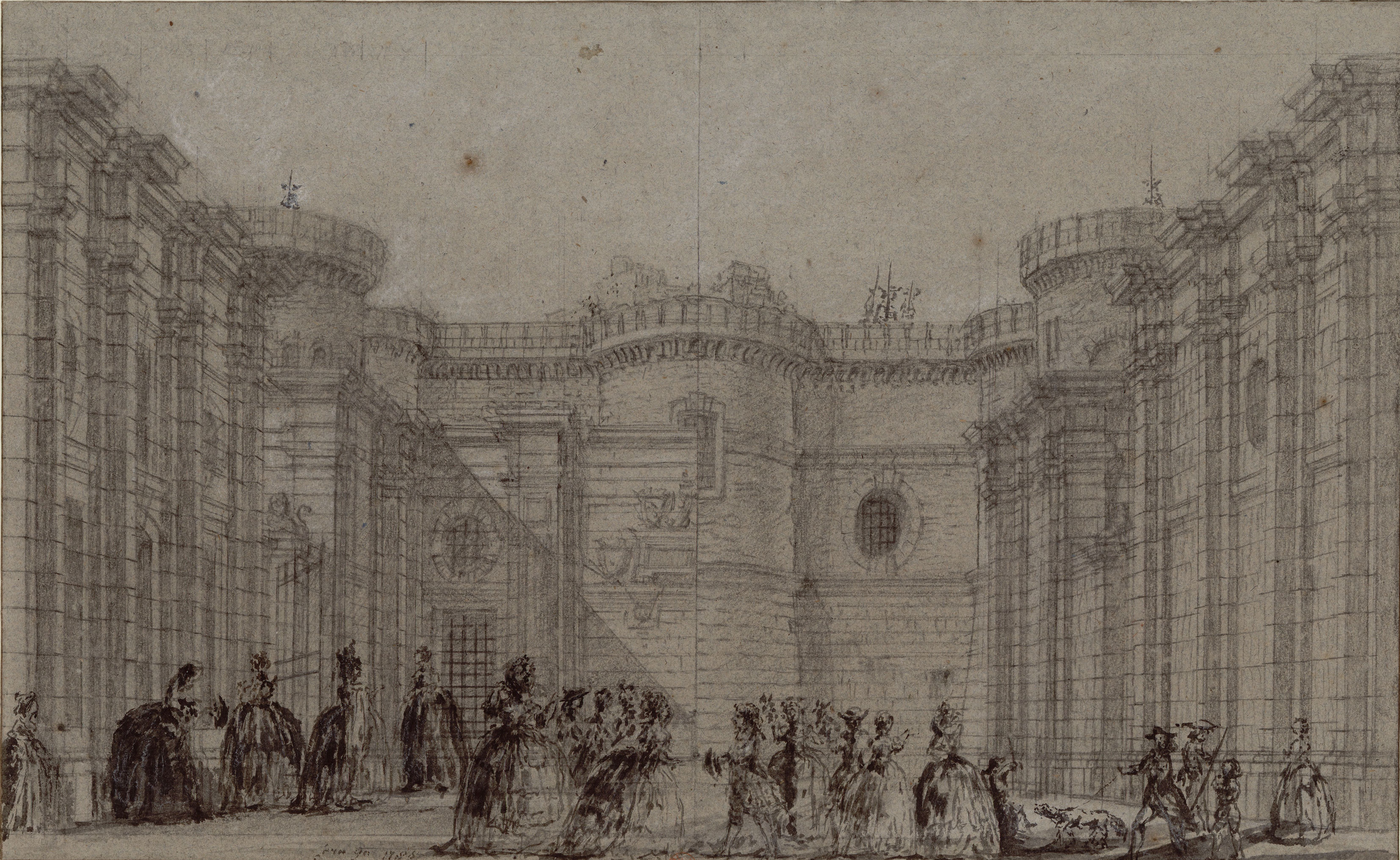
«Двор Бастилии». (Ж.-О. Фрагонар, 1785)

В апреле 1783 года Тревогин заказал парижскому ювелиру Ж. Вальмону необычные гербы, медали и эмблемы, объявив себя «Иоанном Первым, природным принцем Иоанийским, царём и самодержцем Борнейским и прочая и прочая». Принц лишился голкондского престола «не войною и не врагами, но своими же подданными, злоумышленниками и льстецами». По сочинённой Тревогиным легенде, принц Иоанн побывал в турецком и алжирском плену, затем в России, а во Францию прибыл, чтобы собрать сторонников для возвращения трона. Для начала предприятия не хватало средств, поэтому авантюрист похитил несколько серебряных вещей, за что и был схвачен. Тревогин стал одним из последних арестантов в истории Бастилии, где его поместили в камеру № 2 башни Базиньер. Французская полиция считала задержанного членом международной шайки фальшивомонетчиков. Уже после первого допроса следователям показалось, будто в истории Тревогина, которая «в первом аспекте кажется вовсе баснословной», есть «нечто ещё и такое сокровенное, что подлинно заслуживает внимания». Особенно настораживало обстоятельство, отмеченное в донесении Барятинского от 19 мая: в разговоре с Вальмоном голкондский принц упоминал некоего «государя над казаками», который «вскоре будет в Париже» (вероятно, ювелир превратно понял рассказы Тревогина о Е. И. Пугачёве). Несмотря на все ухищрения самозванца, приглашённый полицией профессор-востоковед догадался, что родной язык арестованного — русский, а не вымышленный голкондский. Выяснился и источник, откуда «принц» почерпнул свои знания о Голконде и своём якобы отце Низале-эл-Мулуке, — книга Ж. де Ла Порта «Всемирный путешествователь». Среди бумаг авантюриста были найдены проекты утопического государства на острове Борнео, тексты голкондских законов, манифесты и наброски литературных произведений. Характерно написанное Тревогиным письмо к несуществующему брату-принцу:

«Благодарение Богу за то, что все мои дела идут с великим успехом. Мы заняли денег пятьсот тысяч гульденов, с помощью которых я нашёл двух инженеров, двух архитекторов, землемеров, пять офицеров с их солдатами, коих всех послал к назначенному месту, снабдив их с моей стороны инструкцией и планом города с крепостью, который я приказал делать не теряя времени под именем Иоания, приняв титул Короля Борнейского и купив там некоторую часть земли».

### Жизнь после возвращения в Россию
24 мая 1783 года Тревогин как опасный государственный преступник был отправлен из Парижа в Россию в сопровождении тайного агента П. А. Обрескова. 27 мая они сели на корабль в Руане и 17 июня сошли на берег в Кронштадте. По пути «секретный арестант» объявил, что отказывается от Голкондского царства. В Петербурге расследованием дела самозванца занялся лично начальник Тайной экспедиции С. И. Шешковский (в дальнейшем — главный следователь по делу А. Н. Радищева). Тревогин был заточён в Петропавловскую крепость, где его содержали в отдельной камере, как и в Бастилии. Шешковский разослал запросы в Харьков и Воронеж, допросил сотрудников Академии и печатавшего «Парнасские ведомости» типографщика Х.-Ф. Клеена. Решение императрицы по делу Тревогина, вынесенное 16 августа 1783 года, гласило:

«… Как из существа дела довольно видеть можно, что оный Иван Тревогин все сии преступления совершил, впав по молодости своей, от развращённой ветрености и гнусной привычки, ко лжи, других же злодеяний от него не произошло, да и по допросам в Париже ничего не открылось, от тяжкого наказания Тревогина избавить, а для исправления извращённого его нрава и дабы он восчувствовал, сколь всякое бездельничество и сплетение вымышленных сказок ненавистны, посадить его на два года в смирительный дом, где иметь за ним наистрожайший присмотр».

После выхода из смирительного дома 13 ноября 1785 года Тревогин был отдан в солдаты в Тобольский гарнизонный батальон с указанием о «неослабном за ним присмотре». Отдельным распоряжением было предписано держать авантюриста подальше от российской границы. Перед отправкой из Петербурга с него взяли подписку о неразглашении дела.
Переведённый в 1786 году из Сибири в Пермь, солдат произвёл хорошее впечатление на генерал-губернатора Е. П. Кашкина и был назначен вначале переводчиком в наместническую канцелярию, а затем получил место учителя рисования в Пермском главном народном училище. С отъездом Кашкина из Перми в 1788 году положение Тревогина резко ухудшилось. Некоторое время он преподавал французский язык в частном пансионе пастора Геринга. В донесении пермского наместника И. Г. Колтовского от 30 марта 1789 года указывалось, что ссыльный «достаёт пропитание своими трудами». Последний год Тревогин на дому давал уроки дворянским и купеческим детям. В Перми он вёл уединённую жизнь, поэтому даже соседи не сразу узнали о его тяжёлой болезни.
2 марта 1790 года пермский генерал-губернатор А. А. Волков сообщил в Петербург генерал-прокурору Сената князю А. А. Вяземскому:

«Воинской команды солдат, малороссиянин Иван Тревогин, за поведением коего и за жизнью имея присмотр, Вас уведомляю, что сего марта 1-го дня от приключившейся ему болезни умер».

Похоронили Тревогина в «не обозначенном нигде месте». Городским властям было указано «озаботиться сравнением могилы сего машкерадного принца, поелику не явилась бы предметом слухов и суеверий опасных». Все бумаги ссыльного были опечатаны и доставлены в Тайную экспедицию.

## Утопические идеи
Иван Тревогин не первым в России выступил с проектом социальной утопии. В XVIII веке ему предшествовали сочинения Ф. И. Дмитриева-Мамонова, В. А. Лёвшина, Н. А. Львова, М. М. Хераскова, Ф. А. Эмина. По словам Н. Я. Эйдельмана, на авантюриста повлияло множество «славных идей XVIII столетия», как европейских (культ просвещения, идея справедливого царства на далёких «неиспорченных» землях), так и традиционно российских (легенда о странствиях и чудесном избавлении «благородного принца»). Тем не менее, утопия Тревогина имеет сугубо книжный характер, что объясняется обстоятельствами того времени: «Екатерина II одним росчерком пера создала целую Российскую Академию, которая потом достойно послужила русской культуре. Простые же люди могли лишь в уме или на бумаге выстраивать грандиозные культурологические планы — они не имели средств их реализовать».
В творчестве мыслителя преобладали идеи радикального разрыва с существующим миропорядком. Рассуждая в работе «Область знаний» и примыкающих к ней проектах о необходимости усовершенствования общественных отношений, автор исключал возможность вмешательства со стороны дворянства. Им была изложена довольно стройная система представлений об идеальном государственном устройстве, «рациональная утопия». В трактатах Тревогина «сосуществуют несколько миров: реальный и литературный равно жестоки, тогда как утопический свет позволяет обрести почёт, уважение, власть».
В 1783 году в Бастилии двадцатидвухлетний философ написал большую часть своего сочинения о «царстве Голкондии». Основу этого царства, которое Тревогин размещал на Борнео, должен был составлять «Офир» или «Империя знаний» — универсальная академия, призванная собрать в одно место все науки и искусства «для приведения оных в совершенство и для просвещения народов». По оценкам современных исследователей, проект был не столько социально-политическим, сколько «софиократическим». В сущности, предполагалось создание государства, идеологией которого было бы Знание:

«Империя знаний сама по себе должна быть столь обширна, сколько кто может себе представить обширными все те науки, художества и ремёсла, изобретённые человеческими стараниями, которые касаются почти до всего света».

Мыслитель полагал, что обустройство просвещённой монархии следует начать с её столицы Иоании, которая должна стать большим и многолюдным городом: «Тщетно за оную приниматься для малого числа людей». Жители Иоании и всё население страны — «благосклонные, верные и доброжелательные подданные» — получают освобождение на десять лет от «всяких податей и государственных поборов», а прочие привилегии — «отныне и во веки веков».
Правитель области, избираемый на пять лет из числа членов Тайного совета, носит титул Аполлона. В его обязанности входит «вкоренять в интересах Пользы и Просвещения знания в человеческие сердца», «размножать и приращать сумму и сокровища учёной области», «ненавидеть злобу и неправду», переписываться с «представителями учёной области, находящимися в других странах» и с «публичными учёными собраниями», наконец, «поощрять подчинённых своих к трудам и учениям посредством награждений, также сохранять правосудие, избегать лихоимств и сему подобного и содержать своё правление в тишине и спокойствии, как доброму и благорассудительному человеку и патриоту принадлежит, дабы в короткое время могла счастливая Россия показать в свете осьмое чудо, которое откроет миру все сокрывающиеся в природе вещи».
Главным в деятельности правителя Тревогин считал обеспечение справедливости: «За вольность и обиду общественную и за закон не должен он никогда щадить своего войска, но оным защищать сии вещи до последней капли крови». Автор предъявлял высокие требования к личности монарха, жизнь которого должна быть «строгой, отягощённой заботами и трудами». В просвещённом государстве «престолы не наследственны, но возводятся на оные из членов те, которых чрезвычайный совет способными к правлению найдёт». Гарантируется сменяемость правителей всех рангов, включая царя («цари не могут быть много раз на царство помазанными»), а выдвижение на государственные посты, вплоть до высших, соответствует способностям и заслугам; если, например, царь найдёт «человека вернейшего и премудрейшего из всех своих подданных», то он может его предпочесть всем своим министрам.
В Империи знаний правление «есть по большей части демократическое, ибо дела принимаются и решаются общими советами». Исходя из таких свойств человеческого духа, как память, разум и воображение, Тревогин намечал в составе своей империи департаменты истории, философии и поэзии (или искусства вообще). Любопытно, что главный Храм знаний мыслитель располагал не на Борнео, а в родном Харькове.
Тревогин подробно разработал вопросы организации научных и учебных учреждений, особо оговаривая автономное положение науки:

«Учёная область к тем делам, которые не к знаниям принадлежат, как то войска, дворяне и сему подобное, никакого дела иметь не должна».

Наука становилась важнейшим средством и гарантом гармонизации общественных отношений: «Офирский кавалер не что иное есть, как только учёная особа, вступившая в Офир для службы из одного только к человеческому роду усердия и любви».
Вступать в Офир могли лица, имевшие определённые заслуги в сфере наук и искусств, без различия пола и возраста. Члены Офира освобождались от налогов и штрафов и получали право путешествовать по всему свету за счёт организации. Были детально разработаны церемониал, форма одежды должностных лиц и иерархическая система научных званий: генерал-профессора (гроссмейстеры), обер-профессора, просто профессора и т. д. Тревогин составил даже текст клятвы, которую должны были приносить вступающие в Храм знаний:

«… Вступаю в офирскую службу по вольному хотению и любви ко всему человеческому роду, дабы разумом моим подать ему полезный совет, трудами же облегчить его работу, а попечением моим произвесть общую тишину и благополучие во всём мире».

В духовной жизни Империи знаний ведущее место занимали секуляризированные институты: Храм натуры и Храм дружества. Правда и Мудрость нераздельны у Тревогина с Природой. В начале литературного наброска «Отступник от веры» он обращался к ним: «Повелите, научите и откройте, как петь мне». Французские исследователи Л. Геллер и М. Нике отмечают, что Тревогин «был, пожалуй, первым в русской литературе изобретателем утопического языка». Идеал мыслителя можно определить как характерную для века Просвещения «лингвистическую мечту», путь которой «пересекается с путём „ретро-перспективной“ утопии русскости (или славянства)».
Тревогин предполагал разделить царство на 13 наместничеств, 130 губерний, 1300 провинций, 13000 уездов, 130000 сёл и 1300000 деревень.
Некоторые черты проектов Тревогина позволяют предположить, что ему было близко масонское учение. Название «Иоания» заставляет вспомнить об «иоанновских степенях» масонской инициации (возможна и связь со средневековой легендой о царстве пресвитера Иоанна), внутреннее же устройство «Империи знаний» похоже на структуру ложи. Само слово «Офир» (страна, откуда привозил золото ветхозаветный царь Соломон; родина Хирама, построившего Иерусалимский храм) — одно из традиционных самоназваний масонства. По мнению Л. Геллера и М. Нике, в сочинениях самоучки Тревогина находит подтверждение тезис о «первостепенной формирующей роли масонских, мартинистских, розенкрейцерских доктрин в русской культуре второй половины XVIII — начала XIX веков».

## Автобиографическое наследие
Основные материалы о Тревогине собраны в его следственном деле, находящемся в РГАДА (фонд 7, дело 2631 «О малороссиянине Иване Тревогине, распускавшем о себе в Париже нелепые слухи и за то отданном в солдаты. При том бумаги его, из которых видно, что он хотел основать царство на острове Борнео»). Значение этого историко-бытового документа незаурядно: биография писателя переплетается здесь с художественным творчеством. В произведениях Тревогина идеи французских энциклопедистов соединены с отрывочными сведениями из путевых дневников великих мореплавателей Дж. Кука и Л.-А. де Бугенвиля. Сохранились две написанные по требованию следователей автобиографии Тревогина: первая (на французском языке) создана в Бастилии, вторая — в Петропавловской крепости. Во «французской версии» действительные события из жизни автора становятся канвой для авантюрной повести о злоключениях Голкондского принца. Вторая автобиография, повествование в которой ведётся от третьего лица, представляет собой подробную и достаточно достоверную хронику жизни Тревогина. Это произведение считается одной из первых русских автобиографических повестей. Описывая свою жизнь, юноша порой не мог сдержать слёз, и они чернильными пятнами расплывались на бумаге. Тревогин обвёл их кружочками и приписал на полях: «Се слёзы мои».
В тюрьме «принц Иоанийский» начал писать и стихи. Вот одни из немногих сохранившихся строчек:
«Пою гониму жизнь несчастного Тревоги,

Который, проходя судьбы своей пороги,

Неоднократно был бедами окружен,

В темницу брошен и чуть жизни не лишен…»
Тревогин сетовал на одиночество и тюремные лишения:
«О стены, коими я ныне окружен,

В неволе коих средь жизнь кончить осужден,

Расторгнитесь и на меня падите,

Скончайте жизнь, в прах тело разметите

И от меня закройте дневный луч,

И погребите мя среди закрытых туч,

Да б мать и братья бы мои не вспоминали,

Что небеса в родню меня им дали».
Своё несогласие с сословным неравенством поэт выразил в автобиографическом «Путешествии Роланда Бессчастного»:
«О люты варвары! О аспиды презлобны!

К чему Творец вам дал названья благородны?

Скажите: для чего вас почестьми почтил

И власть над бедными вручил?»
Не изданный до сих пор корпус сочинений Тревогина даёт исследователям уникальный материал для изучения автобиографических практик XVIII столетия. За несколько месяцев пребывания в Париже авантюрист сумел написать ряд утопических проектов и литературных произведений. Все эти сочинения вышли из-под пера чрезвычайно одарённого автора и представляют собой блестящие образцы художественной прозы. По наблюдению известного российского литературоведа А. Л. Топоркова, «дополнительную привлекательность придают им сложные взаимоотношения между „правдой“ и „вымыслом“, бытовым поведением и литературным творчеством».

## В художественной культуре
- Приключениям Тревогина посвящена «романтическая повесть» Дмитрия Демина и Евгении Кузнецовой «Подлинная история Ивана Тревогина, таинственного узника Бастилии» (1997), проиллюстрированная Юрием Николаевым[52][53]. Однако следует признать, что за двести с лишним лет авантюра принца Голкондского была почти забыта, не получив значительного отражения в произведениях искусства.

«Иван Тревогин (сама фамилия несёт в себе мистическое предзнаменование) издаёт законы и сочиняет язык, вынашивая проекты создания государства на острове Борнео… Казалось бы, голые факты, достоверная информация, неопровержимая логика судьбы, а какая-то едва уловимая печаль длинным тусклым лучом выхватывает эту фигуру из мрака времён… Романисты, сценаристы, где вы?»

## Комментарии
1. ↑  В литературе высказывалось мнение, что это было «едва ли не лучшее учебное заведение в Малороссии»[3]. Некоторое время там читал лекции выдающийся философ Г. С. Сковорода.
2. ↑  Харьковский наместник Д. А. Норов сообщал позднее в рапорте губернатору В. А. Черткову, что Иван Тревога «обучался закону Божию, в французском языке — синтаксису и переводил с французского на российский и с российского на французский язык, в немецком — грамматике и переводам, тако ж географии, истории, геометрии, рисовать, и красками масляными писал»[5].
3. ↑  Колбек обвинил Тревогу в краже книг из библиотеки училища и угрожал отдать навечно в солдаты.
4. ↑  Под инициалами И. Т. ему удалось напечатать «Надпись к Санкт-Петербургу для приезжающих в оный».
5. ↑  В Российской национальной библиотеке сохранился единственный дефектный экземпляр, всё содержание которого составляет стихотворное посвящение Екатерине II.
6. ↑  Советский исследователь М. Д. Курмачёва придерживалась мнения, что Тревогин призывал парижан основать «с потом и трудом» новое царство на Борнео[16].
7. ↑  По разным источникам, похищение было совершено в российском посольстве в Париже (версия И. В. Курукина и Е. А. Никулиной) или же в личной нумизматической коллекции П. П. Дубровского, секретаря-переводчика посольства (изложение С. Л. Макеева).
8. ↑  Историческая Голконда — государство в Индии XVI—XVII веков, знаменитое своими богатствами. Известно, что в 1786 году в московском театре графа П. Б. Шереметева поставили оперу «Царица Голкондская», французский оригинал которой, вероятно, был знаком Тревогину.
9. ↑  Всего в составленной во время ареста описи указано более 90 рукописей.
10. ↑  Первое время узник пытался протестовать, но постепенно «пришёл в раскаяние и исправился»[18]. Н. Я. Эйдельман, называя Тревогина «может быть, единственным человеком, успевшим посидеть и в Бастилии, и в Петропавловке», замечает, что о его поведении Екатерине II докладывал столичный гражданский губернатор П. П. Коновницын, сын которого — будущий генерал, герой 1812 года; внуки же — среди героев 1825-го («Двоих разжалуют в солдаты, сошлют, одна же последует в Сибирь за мужем-декабристом Михаилом Нарышкиным»)[21].
11. ↑  Незадолго до этого в тобольские команды за вольнодумство был отправлен другой мыслитель — дворовый человек князей Голицыных Н. С. Смирнов.
12. ↑  Наиболее заметно влияние произведений французских просветителей, прежде всего повести Вольтера «Кандид», описывающей изобильную страну Эльдорадо, где люди живут свободно. Тревогину, очевидно, были известны и «политические» романы современных ему писателей: «Похождения Телемаха» Ф. Фенелона, «Геройская добродетель, или Жизнь Сифа, царя египетского» Ж. Террасона, «Нума или Процветающий Рим» М. М. Хераскова, «Приключения Фемистокла» Ф. А. Эмина и др. Осуществлённое М. Д. Курмачёвой сопоставление проектов Тревогина с манифестами Пугачёва показало, что идеи мыслителя в целом созвучны народным утопиям, представленным в документах «пугачёвского бунта»[26].
13. ↑  Это, а также соединение черт народной и «научной» утопий сближает их с работами философа-просветителя, скопца Йозефа (Алексея) Еленского, ставившего, впрочем, перед собой иные общественные цели[29].
14. ↑  Показательно, что Тревогин не упоминает о крепостном сословии в своём государстве.
15. ↑  Исследователями отмечено сходство взглядов Тревогина на просвещение в России с соображениями, высказанными М. В. Ломоносовым в письмах к И. И. Шувалову[34].
16. ↑  А. Ф. Строев считает, что в «Области знаний» развиваются идеи, предложенные Ф. Бэконом в трактате «Новая Атлантида» (1624): демократическая олигархия и образовательный ценз для служащих всех рангов[37].
17. ↑  На замыслы Тревогина могла повлиять вышедшая в 1699 году немецкая анонимная утопия «Королевство Офир» («Königreich Ophir»). Известная же работа князя М. М. Щербатова «Путешествие в землю Офирскую» была впервые издана лишь в 1896 году.
18. ↑  В то же время советский философ Л. А. Коган писал, что антикрепостнические и рационалистически-просветительские замыслы Тревогина развивались под эгидой просвещённого абсолютизма Екатерины II (не принимавшей масонского «надгосударственного» идеала)[35].
19. ↑  Филолог-семиотик Б. А. Успенский видит в авантюристе сознательное воплощение персонажа европейского плутовского романа[45].
20. ↑  Тревогин-писатель интересен ещё и тем, что «являет собой образец среднего, наиболее типичного для широких слоёв русского общества уровня владения французским языком»[47].
21. ↑  Помимо «Империи знаний» и повести «Злосчастный принц восточный, или Жизнь Хольсава, сына царя Голкондского, написанная им самим», в архив Тайной экспедиции в 1790 году попали трагедии «Ужасный бунт Голкондский» и «Вадым, бунтовщик Новгородский», отрывки эпической поэмы о Киевской Руси «Владимириада», ода Е. А. Щербинину и посвящённое ему рассуждение «Благодетельный меценат», записки о парижских достопримечательностях, набросок поэмы «Отступник от веры» и пасторальная пьеса «Пример любви».
22. ↑  Сопоставляя «русскую» автобиографию Тревогина с романом Фёдора Эмина «Непостоянная фортуна, или Похождения Мирамонда», А. Л. Топорков находит в тексте и библейские аллюзии: «Когда герой спит на земле, а постель его отдана собакам, он напоминает Лазаря; евангельские ассоциации вызывает и бегство от мучителя Колбека, пришедшееся на Рождество Христово»[51].